# SM U-52

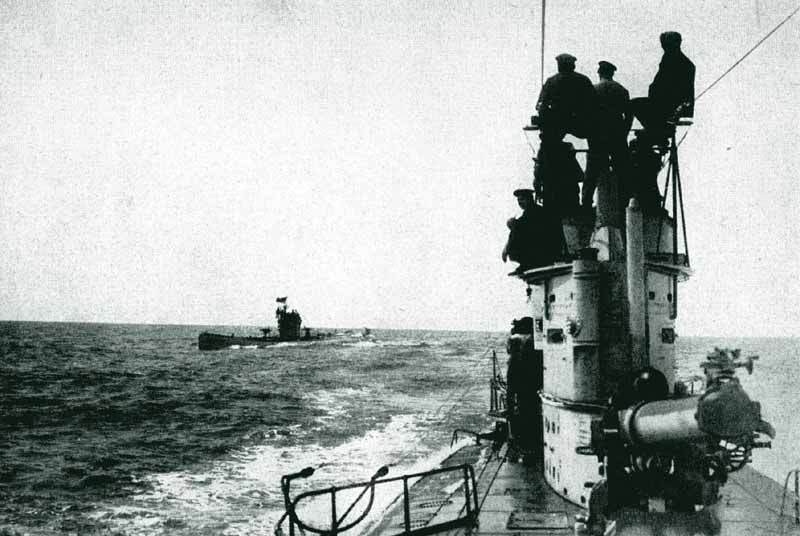
Os submarinos alemães SM U-52 (direita) e SM U-35 (esquerda) no Mar Mediterrâneo em 1916.

O SM U-52 foi um submarino diesel-elétrico da Marinha Imperial Alemã, que foi usado na Primeira Guerra Mundial.

## História
Foi empregado na guerra naval e tomou parte na Primeira Batalha do Atlântico, sendo responsável pelo afundamento de dois navios de guerra. Um deles, o cruzador leve HMS Nottingham da Marinha Real, foi afundado no Mar do Norte em 19 de agosto de 1916, sendo considerado uma importante conquista para a marinha alemã. Trinta e oito homens foram perdidos.
O segundo navio de guerra que o U-52  destruiu foi o francês Suffren, afundado 90 milhas (140 km) a oeste de Portugal, em 26 de novembro de 1916. Todos os 648 homens foram perdidos, com o torpedo que atingiu o paiol do navio e o afundou em poucos segundos.
Em 1928, um dos marinheiros do U-52, Júlio Schopka, publicou suas memórias dos anos em que o barco Schopka estava a navegar na Islândia, e seu livro foi publicado em Islandês, co-escrito pelo jornalista Árni Cintas. Ele foi chamado de Kafbátahernaðurinn (O Submarino).
Naquele tempo Otto Ciliax foi trabalhar a bordo do submarino. Mais tarde, ele tornou-se um almirante na Kriegsmarine.